# Babajide Sanwo-Olu

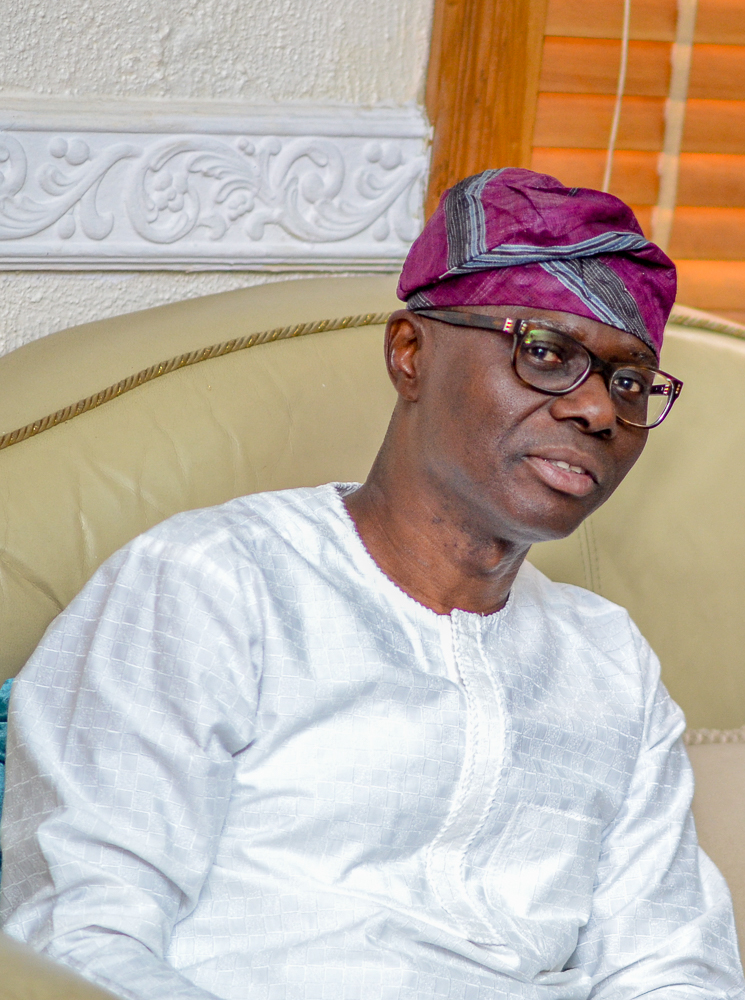
Babajide Sanwo-Olu

Babajide Olusola Sanwo-Olu (geboren am 25. Juni 1965) ist ein nigerianischer Politiker und der derzeitige Gouverneur des Staates Lagos. Er wurde Gouverneur auf der Plattform des All Progressives Congress, nachdem er bei den Vorwahlen zur Gouverneurswahl im Oktober 2019 gegen den amtierenden Gouverneur des Bundesstaates Lagos, Akinwunmi Ambode, angetreten war und unerwartet gewonnen hatte. Vor seinen Ambitionen als Gouverneur war er Geschäftsführer und CEO der Lagos State Property Development Corporation (LSPDC).

## Ausbildung
Sanwo-Olu hat einen BSc in Vermessungswesen und einen MBA der Universität von Lagos. Er ist Absolvent der John F. Kennedy School of Government, der London Business School und der Lagos Business School.
Er ist assoziiertes Mitglied des Chartered Institute of Personnel Management (CIPM) und Fellow des Nigeria Institute of Training and Development (NITAD).

## Karriere

### Bankwesen

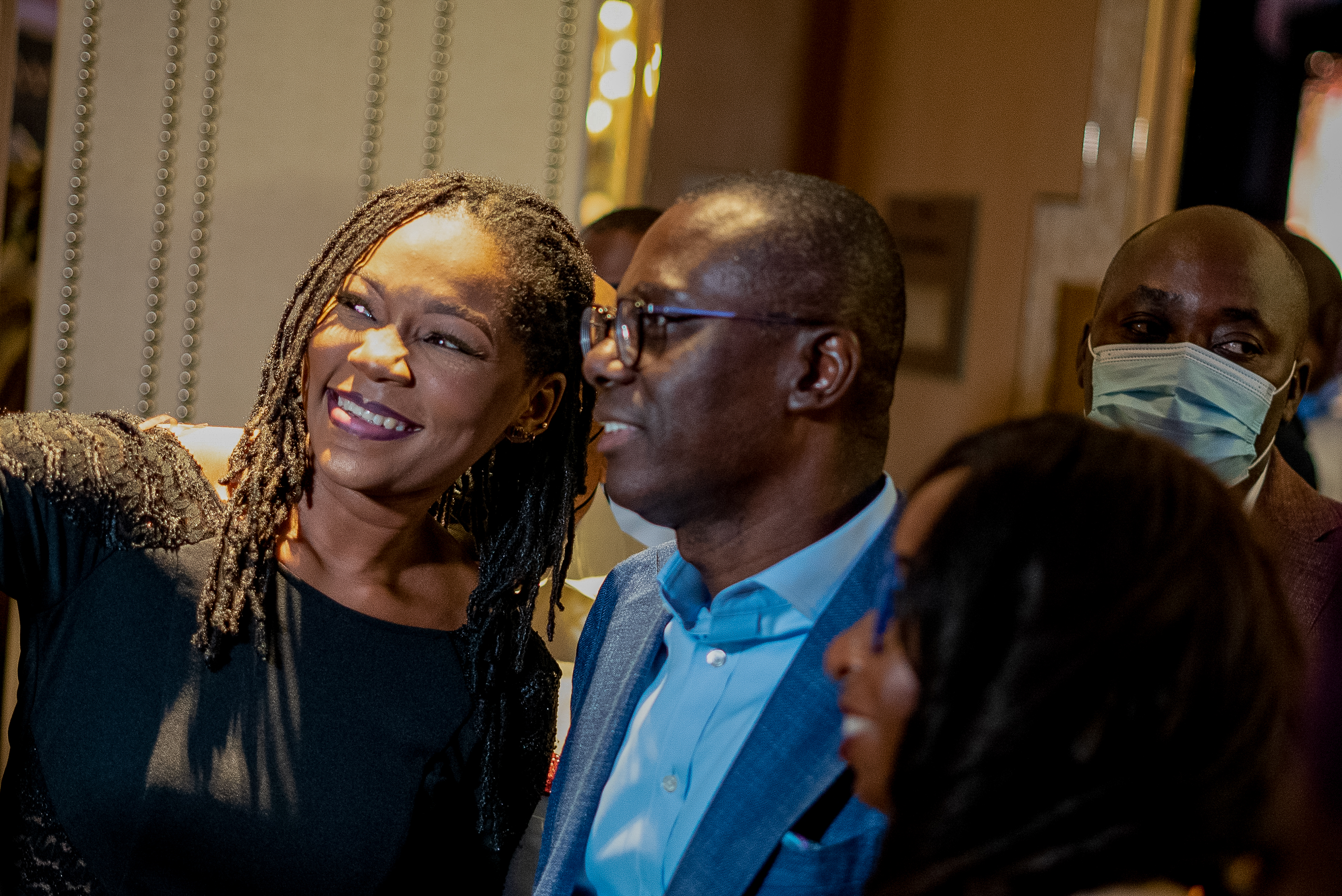
Sanwo-Olu bei einer Preisverleihung 2021

Babajide Olusola Sanwo-Olu war von 1994 bis 1997 Schatzmeister bei der ehemaligen Lead Merchant Bank und wechselte dann zur United Bank for Africa als Leiter des ausländischen Geldmarktes. Danach wechselte er zur First Inland Bank, Plc (jetzt First City Monument Bank) als stellvertretender Generaldirektor und Abteilungsleiter. Er war der Vorsitzende der Baywatch Group Limited und der First Class Group Limited.

### Öffentlicher Dienst
Babajide Olusola Sanwo-Olu begann seine politische Karriere im Jahr 2003, als er zum Sonderberater für Unternehmensangelegenheiten des damaligen stellvertretenden Gouverneurs des Staates Lagos, Femi Pedro, ernannt wurde. Später wurde er zum stellvertretenden Kommissar für Wirtschaftsplanung und Haushalt ernannt, bis er 2007 vom damaligen Gouverneur Bola Tinubu zum Kommissar für Handel und Industrie ernannt wurde. Nach den Parlamentswahlen 2007 wurde Babajide Olusola Sanwo-Olu von Gouverneur Babatunde Fashola zum Kommissar für Einrichtungen, Ausbildung und Renten ernannt. 2016 wurde Babajide Olusola Sanwo-Olu von Gouverneur Akinwunmi Ambode zum geschäftsführenden Direktor/CEO der Lagos State Development and Property Corporation (LSDPC) ernannt.
Zu seinen Aufgaben im öffentlichen Sektor gehörte die Überwachung der Privatisierungsprojekte des Bureau of Public Enterprises (BPE). Er gründete den Lagos Security Trust Fund und war dessen Pionier als Vorstandsvorsitzender. Das LAGBUS-System und die Kontroll- und Kommandozentrale in Alausa, Ikeja, wurden später unter seiner Leitung eingerichtet.

### Politik
Am 16. September 2018 erklärte Babajide Olusola Sanwo-Olu offiziell seine Absicht, für das Amt des Gouverneurs des Bundesstaates Lagos auf der Plattform des All Progressives Congress (APC) zu kandidieren, was ihn zu einem wichtigen Konkurrenten des amtierenden Gouverneurs Akinwunmi Ambode machte.
Seine Erklärung wurde von wichtigen Interessengruppen in der Politik des Staates Lagos unterstützt, unter anderem vom Gouverneursbeirat der Ortsgruppe Lagos des All Progressives Congress und von Mitgliedern des Parlaments des Staates Lagos, was zum Rückzug von Femi Hamzat, einem Gouverneurskandidaten auf der Plattform des All Progressives Congress APC in Lagos, aus dem Gouverneursrennen führte.
Er gewann die Lagos-Gouverneursvorwahlen des All Progressives Congress (APC) am 2. Oktober 2018. Bei der Wahlkampfauftaktveranstaltung der APC am 8. Januar 2019 unterstützten der Gouverneur von Lagos, Akinwunmi Ambode, und 63 politische Parteien die Kandidatur von Babajide Sanwo-Olu. Mit einem deutlichen Sieg über seinen Gegenkandidaten Jimi Agbaje wurde Sanwo-Olu bei den allgemeinen Wahlen für den Bundesstaat Lagos am 9. März 2019 zum Gouverneur des Staates Lagos gewählt. Er wurde am 29. Mai 2019 als 15. Gouverneur des Staates Lagos vereidigt.
Er hat sich für verschiedene Entwicklungsmaßnahmen eingesetzt, darunter auch für den Straßenbau in wichtigen Gebieten des Staates Lagos. 2020 forderte Babajide Sanwo-Olu, dass die von Akinwunmi Ambode errichtete Statue von Fela Kuti von der Allen Avenue in Ikeja entfernt wird, um die Verkehrssituation in diesem Gebiet zu entschärfen. Die Statue soll jedoch an einen günstigeren Ort im Bundesstaat Lagos versetzt werden. Der Gouverneur gab 2020 neben anderen Projekten die BRT-Strecke Oshodi - Abule-Egba in Auftrag.

### Errungenschaften

#### Lagos Massentransit
Unter Sanwo-Olu wurde die blaue Linie der Lagos-Metro, die Lagos Light Rail, zu 80 % fertiggestellt (Stand: Februar 2022), und der Bau der blauen Linie hat begonnen. Die Blaue Linie wird Ende 2022 in Betrieb genommen werden.

#### Dangote-Raffinerie
Die Dangote-Raffinerie in Lekki wird im dritten Quartal 2022 mit der Verarbeitung von Rohöl beginnen. Derzeit muss paradoxerweise der Rohölexporteur Nigeria Ölprodukte wie Benzin, Polypropylen (Kunststoff) etc. importieren. Die Verarbeitung des Rohöls im eigenen Lande würde doppelte Transportkosten, Zölle und die Margen von Zwischenhändlern einsparen sowie Nigerias Handelsbilanz verbessern. Wenn die Ölraffinerie vollständig in Betrieb ist, wird sie eine Kapazität von etwa 650 000 Barrel Rohöl pro Tag haben und damit die größte einsträngige Raffinerie der Welt sein.

#### Freihandelszone Lekki und Tiefseehafen
Die Freihandelszone in Lekki wurde eröffnet, um ein günstiges Umfeld für die Ansiedlung von Investoren zu schaffen. Der Tiefseehafen von Lekki wird bis 2023 fertig gestellt sein. Der Tiefseehafen von Lekki wird während der Laufzeit der Konzession erhebliche positive Auswirkungen haben, die auf 361 Mrd. USD geschätzt werden. Er wird voraussichtlich mehr als 200 Mrd. USD in die Staatskasse bringen und rund 170 000 neue Arbeitsplätze schaffen. Darüber hinaus wird der Hafen von Lekki die wirtschaftliche Entwicklung in der Subregion Lekki und im gesamten Bundesstaat Lagos durch eine rasche Industrialisierung vorantreiben.

#### Reismühle Imota
Nach ihrer Fertigstellung wird die Produktionskapazität der Reismühle Imota mit einer Jahresproduktion von 2,5 Mio. Säcken 50 kg Reis zu den größten der Welt und zu den größten in Subsahara-Afrika gehören. Ähnlich wie beim Rohöl exportiert Nigeria ungeschälten Reis (Paddy) und importiert ihn wieder in geschältem Zustand. Die Verarbeitung des Reis in eigenem Lande bei Einsparung der Transportkosten und der Gewinnaufschläge von Zwischenhändlern soll Arbeitsplätze schaffen, die Handelsbilanz verbessern und den Preis des Grundnahrungsmittels in Nigeria senken. Bei voller Kapazität wird die Reismühle die Bevölkerung von Lagos kontinuierlich mit 2,4 Millionen Säcken 50 kg Reis versorgen und mehr als 250.000 Arbeitsplätze schaffen.

### Kontroversen
Im April 2020, während der COVID-19-Pandemie, wurde Sanwo-Olu vorgeworfen, Hilfsgelder für die Pandemie falsch verwaltet zu haben. Die Oppositionspartei PDP forderte eine Untersuchung der Ausgaben.

#### Das Lekki Tollgate Massaker
Am 20. Oktober 2020 verhängte der Gouverneur während der End-SARS-Proteste eine 24-stündige Ausgangssperre, die um 16.00 Uhr begann und später auf 21.00 Uhr verlängert wurde. Sanwo-Olu forderte an diesem Tag beim nigerianischen Präsidenten Buhari die Unterstützung durch die nigerianische Armee an. In der Folge wurde eine unbestätigte Anzahl von Demonstranten an der Mautstation des Lekki Expressway erschossen, weitere wurden verletzt. Angaben schwanken zwischen neun und 48 Todesopfern. In den darauf folgenden Wochen leugnete die nigerianische Bundesregierung zuerst den Vorfall, musste dann aber nach Berichten von CNN und gestreamten Videos stückweise zugeben, dass die Armee mit scharfer Munition auf die unbewaffneten Demonstranten geschossen habe.

#### Diskriminierung von Igbo
November 2023 kündigte der Gouverneur an, in seinem neuen Kabinett keine Vertreter der Igbo-Diaspora in Lagos zu ernennen. Vlogger sehen darin eine anachronistische Rückkehr zu Denkvorstellungen aus dem Bürgerkrieg 1967 bis 1970 und ein Armutszeugnis für den Pluralismus der Millionenstadt. Die Igbo sind nach den Yoruba die zweitgrößte Bevölkerungsgruppe in Lagos.

### Führungsstil
Sanwo-Olu tritt bisweilen sehr autoritär auf, beispielsweise bei der Durchsetzung des Verbotes geschäftlich genutzter Motorräder in Lagos. Der Gouverneur nahm Ende 2023 mit seinen Sicherheitsleuten einen Soldaten fest, der seinen Sold mit seinem Motorrad-Taxi aufbessern wollte und ließ sich mit diesem auf ein lautstarkes Wortgefecht ein. Sanwo-Olu schrie dabei mehrere Male: „I'm gonna lock you up!“ („Dich buchte ich ein!“) und „Says he is a soldier!“ („Sowas nennt sich Soldat!“).
Andererseits kommuniziert der Gouverneur auch unpopuläre Maßnahmen, wie das Räumen der Schienen für die zweite, „rote“ Linie der S-Bahn von Straßenhändlern und Obdachlosen, persönlich und spontan mit den Betroffenen vor Ort.